# Olga Boznańska

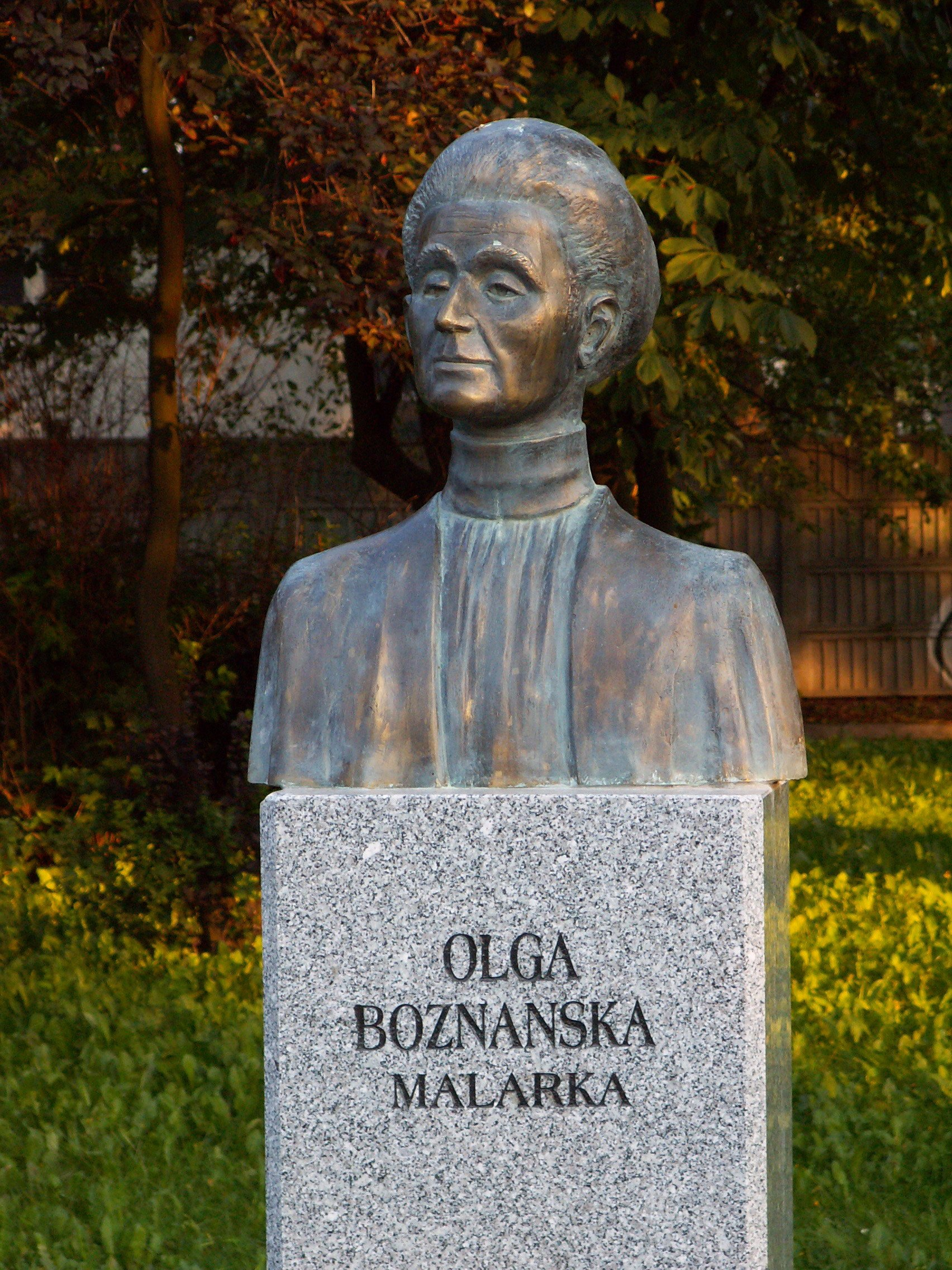
Byst av Boznańska i Kielce.

Olga Boznańska, född 15 april 1865 i Kraków, död 26 oktober 1940 i Paris, var en polsk målare.
Föräldrarna satsade mycket på Boznańskas utbildning och hon lärde sig att tala flera språk flytande. På grund av sitt kön fick hon ty sig till privatlektioner i stället för utbildning vid en konstakademi. Hon flyttade 1896 till München där hon fick ytterligare lektioner och var sedan 1898 bosatt i Paris. Hon hade en framgångsrik internationell karriär med flera utställningar runt om i världen men hon kände en stor besvikelse på grund av bristande popularitet bland hennes samtida i Polen.

## Eftermäle
Nedslagskratern Boznańska på planeten Merkurius är uppkallad efter henne.